# James L. Gowans

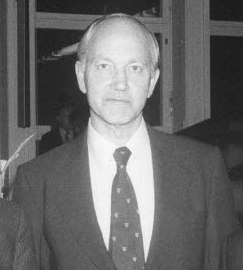
James L. Gowans (1979)

Sir James Learmonth Gowans, genannt Jim Gowans, (* 7. Mai 1924 in Sheffield; † 1. April 2020) war ein britischer Mediziner und Immunologe.
Gowans machte seinen Abschluss als Arzt 1947 am King’s College Hospital in London, machte 1948 seinen Abschluss in Physiologie in Oxford und promovierte (Ph.D.) bei Howard Walter Florey an der William Dunn School of Pathology in Oxford, wo er sich der Immunologie zuwandte. Er wurde dann Professor für experimentelle Pathologie in Oxford. 1977 verließ er seine Forschungskarriere, um für zehn Jahre Sekretär des Medical Research Council zu werden. 1989 wurde er Generalsekretär des Human Frontier Science Programs in Straßburg.
Ihm gelangen wesentliche Entdeckungen über die Rolle der Lymphozyten bei der Immunabwehr. Insbesondere zeigte er, dass einige Lymphozyten nicht, wie bis dahin angenommen, kurzlebig waren, sondern vom Blut- ins Lymphsystem und zurück wanderten. Auf Initiative von Peter Medawar unternahm er auch Experimente an Ratten, die zeigten, dass Lymphozyten eine wichtige Rolle bei der Gewebeabstoßung bei Transplantationen spielten.
1963 wurde er Fellow der Royal Society und 1982 geadelt. 1980 erhielt er den Wolf-Preis für Medizin. Er ist auswärtiges Mitglied der National Academy of Sciences (1985), ordentliches Mitglied der Academia Europaea (1991) und mehrfacher Ehrendoktor. 1968 erhielt er einen Gairdner Foundation International Award und 1990 den Medawar Preis. 1974 erhielt er den Paul-Ehrlich-und-Ludwig-Darmstaedter-Preis. 1987 hielt der die Harveian Oration vor dem Royal College of Physicians.
Seit 1956 war er mit Moira Leatham verheiratet, mit der er einen Sohn und zwei Töchter hatte.